# 馬斯希爾 (北卡羅萊納州)
馬斯希爾（英語：Mars Hill）是一個位於美國北卡羅萊納州麥迪遜縣的城鎮。

## 人口
根據2020年美國人口普查的數據，馬斯希爾的面積為5.45平方千米，皆為陸地。當地共有人口2007人，而人口密度為每平方千米368人。